# 4354 Euclides
4354 Euclides là một tiểu hành tinh vành đai chính, được phát hiện ngày 24 tháng 9 năm 1960 bởi Cornelis Johannes van Houten và Tom Gehrels ở Đài thiên văn Palomar. Nó được đặt theo tên nhà toán học Hy Lạp Euclid.